# Pasquale Vena
Pasquale Vena (Pisticci, 8 settembre 1871 – Pisticci, 1937) è stato un imprenditore italiano noto per aver fondato l'Amaro Lucano.

## Biografia
Da giovane, si dirige a Napoli con i suoi fratelli per imbarcarsi ed emigrare in America.
Ma la nostalgia del paese natio è troppo forte e così Pasquale si ferma nel capoluogo campano dove lavora come pasticciere, fornaio e negoziante, approfondendo molto le sue conoscenze nel campo delle erbe officinali.
Dopo alcuni anni, ritorna a Pisticci, suo paese natio, dove apre il Caffè Vena, nel cui retrobottega nel 1894 crea, abbinando diverse erbe, l'Amaro Lucano.
La fama di questo liquore raggiunge persino i salotti della Reale Casa Savoia, di cui la piccola azienda diventa fornitrice ufficiale nei primi del ’900. In quegli stessi anni Pasquale viene nominato Cavaliere del lavoro.
Dopo un periodo di espansione, la Seconda Guerra Mondiale impone l’interruzione della produzione, ma questo non basta a fermare Pasquale. Ai suoi affari si uniscono anche i figli Leonardo e Giuseppe, con i quali avvia una piccola produzione artigianale nel sottoscala della loro casa di Pisticci; già negli anni ’50 si raggiunge quota 3000 bottiglie l’anno.
Nel 1965, la svolta: la produzione viene trasferita nel nuovo stabilimento di Pisticci Scalo. Qui si arriva alla cifra record di 117.000 litri di Amaro Lucano annui.
Pasquale Vena morì a Pisticci nel 1937, lasciando in eredità l'azienda ai figli.